# ألن ستراتون
ألن ستراتون (بالإنجليزية: Allan Stratton)‏ (1951، ستراتفورد في كندا)؛ كاتِب ومؤلِّف، ممثل وروائي كندي.

## روابط خارجية
- ألن ستراتون على موقع IMDb (الإنجليزية)
- ألن ستراتون على موقع ألو سيني (الفرنسية)
- ألن ستراتون على موقع كينوبويسك (الروسية)